# Oenothalia olivata
Oenothalia olivata là một loài bướm đêm trong họ Geometridae.